# كازوهيتو كيشيدا
كازوهيتو كيشيدا (باليابانية: 岸田 和人) (3 أبريل 1990 في اليابان – )؛ هو لاعب كرة قدم ياباني سابق كان يلعب كمهاجم.

## وصلات خارجية
- كازوهيتو كيشيدا على موقع رابطة كرة القدم اليابانية للمحترفين (اليابانية)
- كازوهيتو كيشيدا على موقع قاعدة بيانات كرة القدم.إي يو (الإنجليزية)
- كازوهيتو كيشيدا على موقع Soccerway.com (الإنجليزية)
- كازوهيتو كيشيدا على موقع عالم كرة القدم.نت (الإنجليزية)